# Сметанка
Сметанка (біл. Сьмятанка) — село у складі Оршанського району розташованого у Вітебській області Білорусі. Село підпорядковане Зубівській сільській раді.
Село Сметанка розташоване на півночі Білорусі, в південно-східній частині Вітебської області 
Село розкинулося на лівому березі Дніпра.

## Відомі особистості
В поселенні народився:
- Марія Філіпович (1947-2003) — білоруська письменниця.